# Piła (instrument)

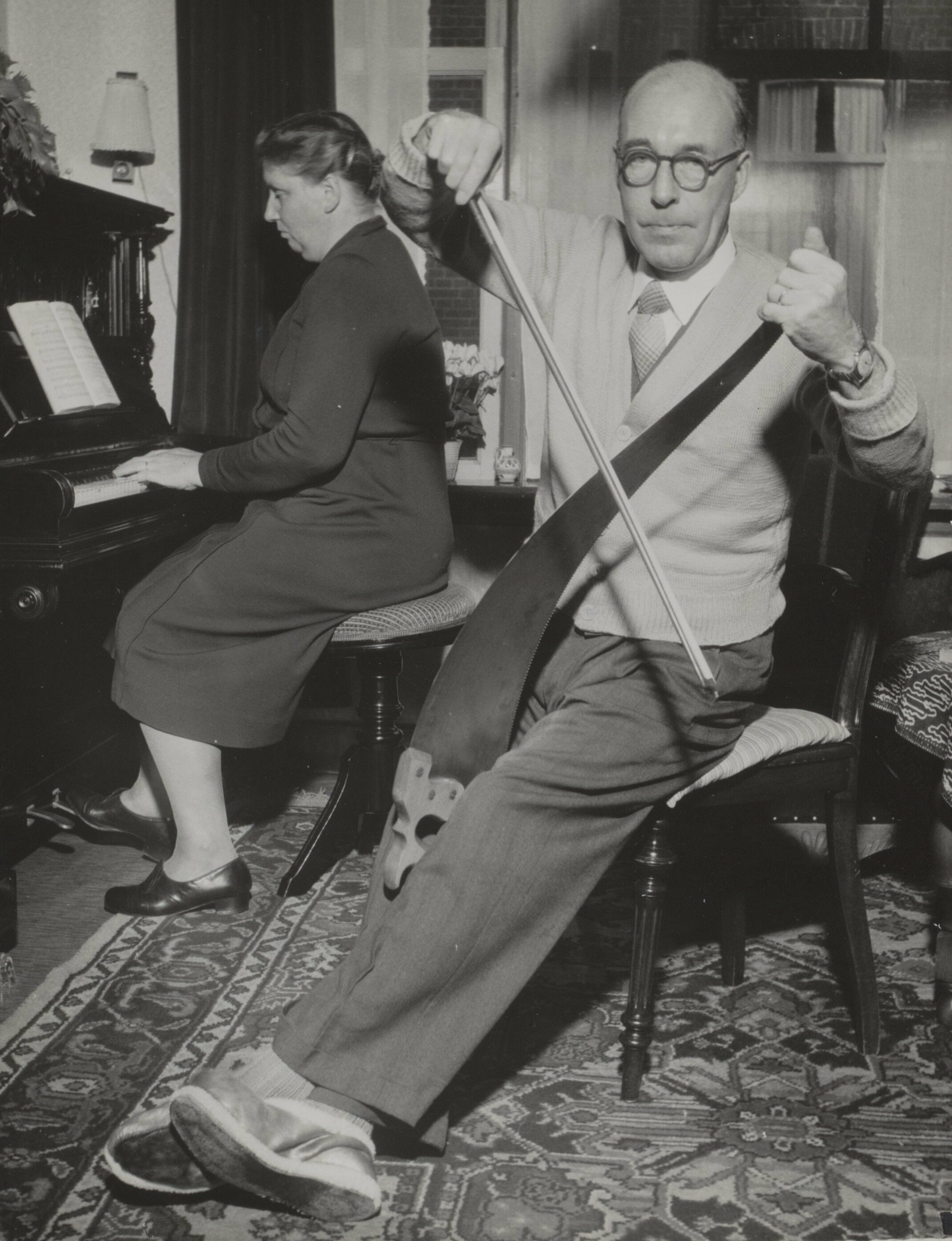
Mężczyzna grający na pile

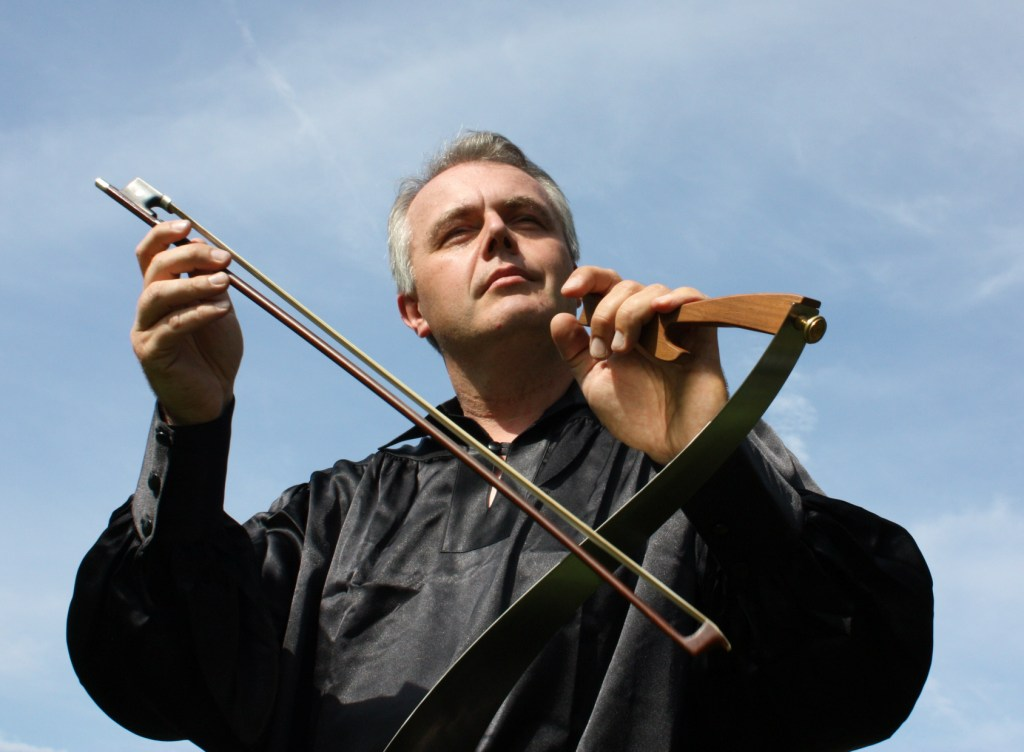
Specjalna piła muzyczna: widać brak zębatego ostrza i dodatkową rękojeść

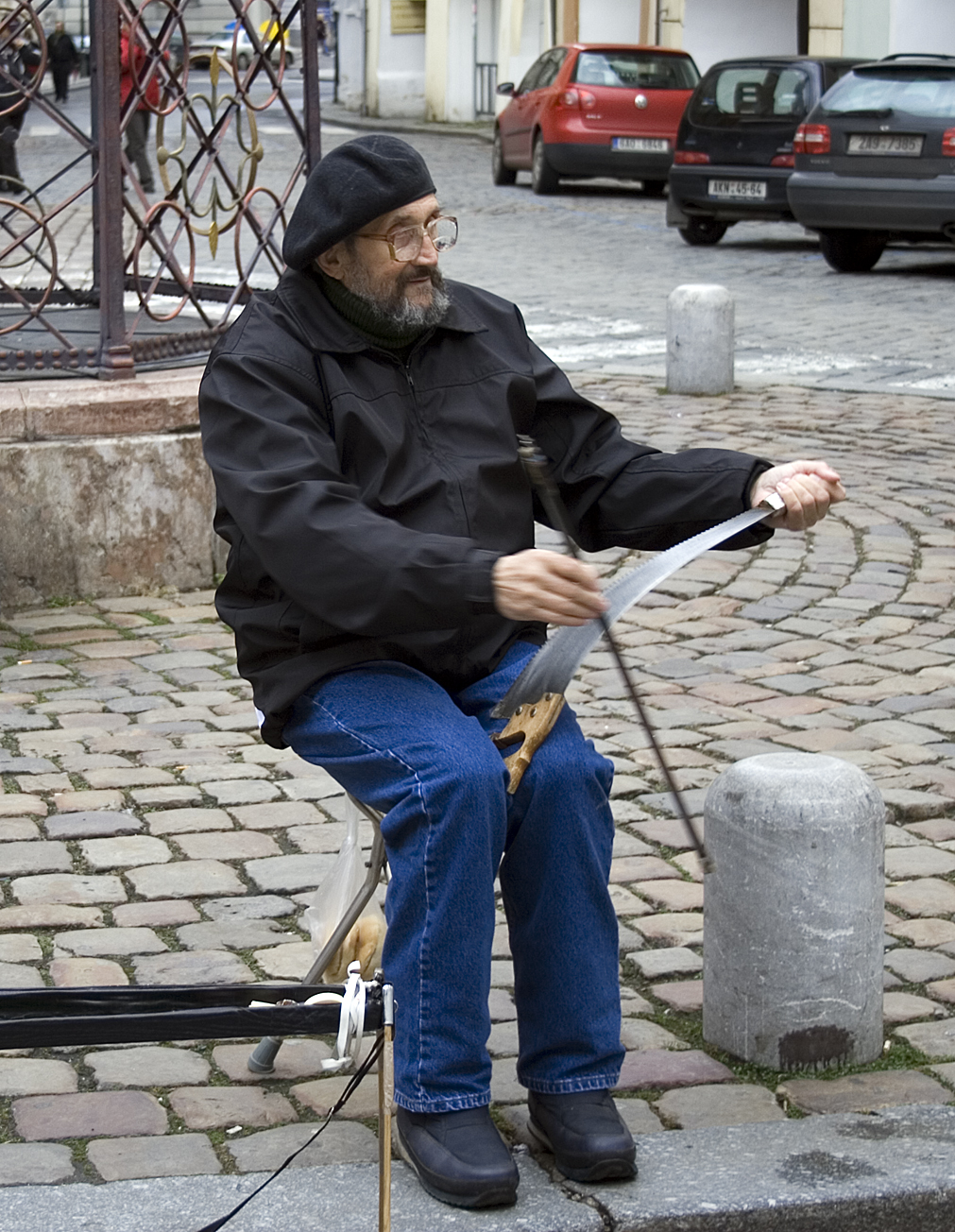
Busker grający na zwykłej pile w Pradze

Piła muzyczna – instrument muzyczny należący do grupy idiofonów.

## Historia
Według niektórych źródeł grę na pile zaczęto w Appalachach w Stanach Zjednoczonych w XIX wieku, jednak bardziej prawdopodobne jest to, że muzyczne użycie piły rozpoczęło się niezależnie w większej liczbie krajów, w tym w Europie. Poza Stanami Zjednoczonymi jako kraje pochodzenia muzyki piłowej wymieniane są także Argentyna i Rosja. Ogólnie uważa się, że zaczęto grać na pile najwcześniej pod koniec XVII wieku, kiedy rozpoczęła się masowa produkcja pił ze stalowymi ostrzami. Wielu pastorów, przynajmniej w Stanach Zjednoczonych, mogło grać na pile podczas nabożeństw w XIX wieku. Gra była również powszechna w wodewilach na początku XX wieku.
Specjalne piły do użytku muzycznego są produkowane od ponad stu lat. Na początku XX wieku w samych Stanach Zjednoczonych istniało więcej niż dziesięć przedsiębiorstw produkujących muzyczne piły. Modele wahały się od znanych stalowych ostrzy po arcydzieła ze złotymi ostrzami. Jednym z najbardziej znaczących twórców instrumentu był Amerykanin Clarence Mussehl, który w 1919 roku założył własną firmę. Zaczął stosować specjalny gatunek stali, dzięki czemu piła stała się bardziej elastyczna, a dźwięk nabrał większej nośności i vibrato. W wyniku prac rozwojowych Mussehl stworzył piłę o zakresie dźwiękowym 16–20 nut. W najlepszych latach jego przedsiębiorstwo sprzedawało 25 000 pił muzycznych rocznie. Niedobór metali podczas II wojny światowej sprawił, że produkcja pił muzycznych była zbyt kosztowna, wskutek czego przetrwało tylko kilka przedsiębiorstw. Współcześnie gra na pile jest popularna w różnych częściach świata.

## Sposób gry
Pilarz zgina swoją piłę w kształt litery „S”, używając do gry smyczka. W środkowej części znajduje się tak zwany „sweet spot” – rezonujący, płaski fragment metalu, który po zgięciu „śpiewa” eterycznym tonem. Zginając piłę i poruszając nią, pilarz przesuwa „sweet spot” w górę i w dół ostrza, zmieniając nachylenie – górna część ostrza to wysoki rejestr, natomiast rejestr w pobliżu rękojeści jest niski. Z rękojeścią zwykle trzymaną między nogami i ząbkowanym ostrzem skierowanym w stronę ciała, pilarz może dodać vibrato podobne do thereminu, potrząsając nogą lub kołysząc czubkiem ostrza w dłoni.

## Literatura muzyczna
Piła jako instrument wykorzystywana jest we współczesnej muzyce poważnej. Partia piły znajduje się m.in. w operze buffa Ubu Król Krzysztofa Pendereckiego.

## Znani pilarze
Chociaż większość pilarzy to mężczyźni, gdyż gra na pile wymaga silnej lewej ręki, wiele kobiet opanowało grę na tym instrumencie. Jedną z najbardziej znanych na całym świecie pilarek jest Amerykanka Natalia Paruz, występująca pod pseudonimem „Saw Lady”, która gra na pile razem z orkiestrami symfonicznymi, w amerykańskiej telewizji i na stacjach metra w Nowym Jorku. Niemiecka aktorka i piosenkarka Marlene Dietrich często grała na pile podczas występów artystycznych dla żołnierzy w czasie II wojny światowej oraz w filmach, radiu i dla przyjaciół na prywatnych imprezach.